# L.A. ステート・オブ・マインド
『L.A. ステート・オブ・マインド』（英: L.A. State of Mind）は、イギリスの女性歌手、メラニー・ブラウンの2枚目のスタジオアルバム。2005年6月27日にアンバー・カフェからイギリスで発売された。

## 概要
前作『ホット』以来、約5年ぶりとなるスタジオアルバム。インディーズレーベル、アンバー・カフェ（英: Amber Café）から自主リリースされた。
本作はブラウンの以前のR&Bにインスパイアされた音楽とは一線を画し、内省的なテーマを持ち、ピアノのメロディとアコースティック・ギターのサウンドを基調としたパーソナルなアルバムだとブラウンは語った。ブラウンのキッチンで録音されたと言われている。
初回限定版と通常版が発売され、初回限定版にはブラウンのロサンゼルスでの生活を追ったドキュメンタリーを収録したDVDが同梱された。
アルバム発売に先立って発表されたシングル「トゥデイ」が全英シングルチャート41位を記録した。

## 収録曲
| 全作詞・作曲: メラニー・ブラウン、ケヴィン・マルパス、ジュリー・モリソン (特記を除く)。 |                                                    |                                                                         |                                                                         |                              |      |
| #                                                                                       | タイトル                                           | 作詞                                                                    | 作曲・編曲                                                              | 原題                         | 時間 |
| 1.                                                                                      | 「トゥデイ」(マルパス、モリソン)                   | メラニー・ブラウン、ケヴィン・マルパス、ジュリー・モリソン (特記を除く) | メラニー・ブラウン、ケヴィン・マルパス、ジュリー・モリソン (特記を除く) | Today                        | 3:16 |
| 2.                                                                                      | 「ステイ・イン・ベッド・デイズ」                   | メラニー・ブラウン、ケヴィン・マルパス、ジュリー・モリソン (特記を除く) | メラニー・ブラウン、ケヴィン・マルパス、ジュリー・モリソン (特記を除く) | Stay in Bed Days             | 4:05 |
| 3.                                                                                      | 「ビューティフル・ガール」                         | メラニー・ブラウン、ケヴィン・マルパス、ジュリー・モリソン (特記を除く) | メラニー・ブラウン、ケヴィン・マルパス、ジュリー・モリソン (特記を除く) | Beautiful Girl               | 3:47 |
| 4.                                                                                      | 「ミュージック・オブ・ザ・ナイト（ペルディード）」 | メラニー・ブラウン、ケヴィン・マルパス、ジュリー・モリソン (特記を除く) | メラニー・ブラウン、ケヴィン・マルパス、ジュリー・モリソン (特記を除く) | Music of the Night (Perdido) | 3:48 |
| 5.                                                                                      | 「イフ・アイ・ハド・マイ・ライフ・アゲイン」       | メラニー・ブラウン、ケヴィン・マルパス、ジュリー・モリソン (特記を除く) | メラニー・ブラウン、ケヴィン・マルパス、ジュリー・モリソン (特記を除く) | If I Had My Life Again       | 4:41 |
| 6.                                                                                      | 「イン・トゥー・ディープ」                         | メラニー・ブラウン、ケヴィン・マルパス、ジュリー・モリソン (特記を除く) | メラニー・ブラウン、ケヴィン・マルパス、ジュリー・モリソン (特記を除く) | In Too Deep                  | 4:00 |
| 7.                                                                                      | 「スウィート・プレジャー」                         | メラニー・ブラウン、ケヴィン・マルパス、ジュリー・モリソン (特記を除く) | メラニー・ブラウン、ケヴィン・マルパス、ジュリー・モリソン (特記を除く) | Sweet Pleasure               | 3:40 |
| 8.                                                                                      | 「L.A. ステート・オブ・マインド」                  | メラニー・ブラウン、ケヴィン・マルパス、ジュリー・モリソン (特記を除く) | メラニー・ブラウン、ケヴィン・マルパス、ジュリー・モリソン (特記を除く) | L.A. State of Mind           | 3:44 |
| 9.                                                                                      | 「セイ・セイ・セイ」                               | メラニー・ブラウン、ケヴィン・マルパス、ジュリー・モリソン (特記を除く) | メラニー・ブラウン、ケヴィン・マルパス、ジュリー・モリソン (特記を除く) | Say Say Say                  | 3:54 |
| 10.                                                                                     | 「バッド、バッド・ガール」                         | メラニー・ブラウン、ケヴィン・マルパス、ジュリー・モリソン (特記を除く) | メラニー・ブラウン、ケヴィン・マルパス、ジュリー・モリソン (特記を除く) | Bad, Bad Girl                | 3:25 |
| 11.                                                                                     | 「ホールド・オン」                                 | メラニー・ブラウン、ケヴィン・マルパス、ジュリー・モリソン (特記を除く) | メラニー・ブラウン、ケヴィン・マルパス、ジュリー・モリソン (特記を除く) | Hold On                      | 3:51 |
| 合計時間:                                                                               | 合計時間:                                          | 合計時間:                                                               | 42:11                                                                   |                              |      |